# 1990년 일본 프로 야구 올스타전
1990년 일본 프로 야구 올스타전은 1990년 7월 24일과 7월 25일에 열린 일본 프로 야구의 올스타전 경기이다. 정식 명칭은 1990 산요 올스타 게임(1990 サンヨー オールスターゲーム, 1990 SANYO ALL STAR GAME).

## 개요
전년도에 일본 시리즈 정상에 오른 요미우리 자이언츠의 후지타 모토시 감독이 센트럴 리그 올스타팀의 지휘를 맡았고 퍼시픽 리그 우승을 이끈 긴테쓰 버펄로스의 오기 아키라 감독이 퍼시픽 리그 올스타팀을 지휘했다. 신인 노모 히데오(긴테쓰)가 독특한 토네이도 투구법으로 큰 화제를 불러 일으키면서 팬 투표 부문 1위로 올스타전에 출전했다.
1차전에서는 7대 0으로 퍼시픽 올스타팀이 대량으로 리드한 9회에 노모가 등판했는데 하라 다쓰노리(요미우리), 오치아이 히로미쓰(주니치)와 맞붙었다. 이어지는 2차전이 정식 등판이 되면서 퍼시픽 올스타팀의 선발로서 등판했다. 이에 맞서는 센트럴 올스타팀도 주니치의 신인 선수인 요다 쓰요시를 내세워 올스타전에서는 최초로 신인으로서의 선발 맞대결이 이뤄졌다. 신인 대결도 볼만한 것이었지만 그 이상으로 활약한 것은 퍼시픽 올스타팀 사상 최연소로 4번 타자로 출전한 기요하라 가즈히로였으며, 3타수 3안타(홈런 2개) 4타점의 활약으로 2차전 MVP에 선정됐다.

## 출장 선수
| 센트럴 리그 | 센트럴 리그       | 센트럴 리그 | 센트럴 리그 |
| ----------- | ----------------- | ----------- | ----------- |
| 감독        | 후지타 모토시     | 요미우리    |             |
| 코치        | 야마모토 고지     | 히로시마    |             |
| 코치        | 호시노 센이치     | 주니치      |             |
| 투수        | 요다 쓰요시       | 주니치      | 첫 출장     |
| 투수        | 사이토 마사키     | 요미우리    | 2           |
| 투수        | 기다 마사오       | 요미우리    | 첫 출장     |
| 투수        | 사사오카 신지     | 히로시마    | 첫 출장     |
| 투수        | 가와구치 가즈히사 | 히로시마    | 6           |
| 투수        | 니시모토 다카시   | 주니치      | 8           |
| 투수        | 나이토 나오유키   | 야쿠르트    | 2           |
| 투수        | 노다 고지         | 한신        | 첫 출장     |
| 투수        | 노무라 히로키     | 다이요      | 첫 출장     |
| 투수        | 엔도 가즈히코     | 다이요      | 5           |
| 투수        | 가와사키 겐지로▲  | 야쿠르트    | 첫 출장     |
| 투수        | 나카타 요시히로▲  | 한신        | 첫 출장     |
| 포수        | 야마쿠라 가즈히로 | 요미우리    | 9           |
| 포수        | 나카무라 다케시   | 주니치      | 3           |
| 포수        | 후루타 아쓰야     | 야쿠르트    | 첫 출장     |
| 1루수       | 고마다 노리히로   | 요미우리    | 첫 출장     |
| 2루수       | 오카다 아키노부   | 한신        | 8           |
| 3루수       | 오카자키 가오루   | 요미우리    | 2           |
| 유격수      | 가와이 마사히로   | 요미우리    | 첫 출장     |
| 내야수      | 쇼다 고조         | 히로시마    | 4           |
| 내야수      | 노무라 겐지로     | 히로시마    | 첫 출장     |
| 내야수      | 오치아이 히로미쓰 | 주니치      | 10          |
| 내야수      | 이케야마 다카히로 | 야쿠르트    | 3           |
| 내야수      | L. 패리쉬         | 한신        | 2           |
| 내야수      | 다카기 유타카     | 다이요      | 6           |
| 외야수      | W. 크로마티       | 요미우리    | 3           |
| 외야수      | 하라 다쓰노리     | 요미우리    | 10          |
| 외야수      | 히코노 도시카쓰   | 주니치      | 2           |
| 외야수      | 히로사와 가쓰미   | 야쿠르트    | 4           |
| 외야수      | 야마자키 겐이치   | 다이요      | 2           |

| 퍼시픽 리그 | 퍼시픽 리그        | 퍼시픽 리그 | 퍼시픽 리그 |
| ----------- | ------------------ | ----------- | ----------- |
| 감독        | 오기 아키라        | 긴테쓰      |             |
| 코치        | 우에다 도시하루    | 오릭스      |             |
| 코치        | 모리 마사아키      | 세이부      |             |
| 투수        | 노모 히데오        | 긴테쓰      | 첫 출장     |
| 투수        | 아와노 히데유키    | 긴테쓰      | 4           |
| 투수        | 야마오키 유키히코  | 오릭스      | 2           |
| 투수        | 이시이 다케히로    | 세이부      | 첫 출장     |
| 투수        | 궈타이위안         | 세이부      | 2           |
| 투수        | 와타나베 도미오    | 세이부      | 첫 출장     |
| 투수        | 와타나베 히사노부  | 세이부      | 5           |
| 투수        | 요시다 도요히코    | 다이에      | 첫 출장     |
| 투수        | 다케다 가즈히로    | 닛폰햄      | 첫 출장     |
| 투수        | 니시자키 유키히로  | 닛폰햄      | 3           |
| 투수        | 시라타케 요시히사▲ | 롯데        | 첫 출장     |
| 포수        | 이토 쓰토무        | 세이부      | 7           |
| 포수        | 나카지마 사토시    | 오릭스      | 2           |
| 포수        | 다무라 후지오      | 닛폰햄      | 5           |
| 1루수       | 기요하라 가즈히로  | 세이부      | 5           |
| 2루수       | 오이시 다이지로    | 긴테쓰      | 8           |
| 3루수       | 이시게 히로미치    | 세이부      | 10          |
| 유격수      | 아다치 도시야      | 긴테쓰      | 첫 출장     |
| 내야수      | 가네무라 요시아키  | 긴테쓰      | 첫 출장     |
| 내야수      | 마쓰나가 히로미    | 오릭스      | 7           |
| 내야수      | 쓰지 하쓰히코      | 세이부      | 4           |
| 내야수      | 다나카 유키오      | 닛폰햄      | 3           |
| 외야수      | 아키야마 고지      | 세이부      | 6           |
| 외야수      | R. 브라이언트      | 긴테쓰      | 첫 출장     |
| 외야수      | 가도타 히로미쓰    | 오릭스      | 13          |
| 외야수      | 스즈키 다카히사    | 긴테쓰      | 첫 출장     |
| 외야수      | 이시미네 가즈히코  | 오릭스      | 3           |
| 외야수      | 야마모토 가즈노리  | 다이에      | 3           |
| 외야수      | 니시무라 노리후미  | 롯데        | 4           |

- 굵은 글씨는 팬 투표로 선출된 선수, ▲는 출장 사퇴 선수 발생에 의한 보충 선수.

## 올스타전 경기 결과

### 1차전

#### 스코어
| 팀 | 1 | 2 | 3 | 4 | 5 | 6 | 7 | 8 | 9 | R | H | E |
| 퍼시픽 | 0 | 0 | 0 | 5 | 2 | 0 | 0 | 0 | 0 | 7 | 8 | 0 |
| 센트럴 | 0 | 0 | 0 | 0 | 0 | 0 | 0 | 0 | 0 | 0 | 6 | 0 |
| 승리 투수: 아와노 히데유키(긴테쓰) 패전 투수: 사이토 마사키(요미우리) 홈런: 퍼시픽 – 랄프 브라이언트(긴테쓰·4회 2점), 기요하라 가즈히로(세이부·5회 2점) |   |   |   |   |   |   |   |   |   |   |   |   |

#### 출장 선수
| 퍼시픽 | 퍼시픽 | 퍼시픽            |
| 타순   | 수비   | 선수              |
| ------ | ------ | ----------------- |
| 1      | (중)   | 아키야마 고지     |
| 2      | (二)   | 오이시 다이지로   |
| 3      | (우)   | R. 브라이언트     |
| 4      | (一)   | 기요하라 가즈히로 |
| 5      | (좌)   | 이시미네 가즈히코 |
| 6      | (三)   | 가네무라 요시아키 |
| 7      | (유)   | 다나카 유키오     |
| 8      | (포)   | 이토 쓰토무       |
| 9      | (투)   | 아와노 히데유키   |

| 센트럴 | 센트럴 | 센트럴            |
| 타순   | 수비   | 선수              |
| ------ | ------ | ----------------- |
| 1      | (유)   | 이케야마 다카히로 |
| 2      | (중)   | 히코노 도시카쓰   |
| 3      | (좌)   | 하라 다쓰노리     |
| 4      | (三)   | 오치아이 히로미쓰 |
| 5      | (一)   | L. 패리쉬         |
| 6      | (우)   | 히로사와 가쓰미   |
| 7      | (二)   | 오카다 아키노부   |
| 8      | (포)   | 야마쿠라 가즈히로 |
| 9      | (투)   | 노무라 히로키     |

#### 수상 선수
MVP
- 랄프 브라이언트(긴테쓰)

### 2차전
이 경기는 헤이와다이 구장에서 13년 만에 열린 마지막 올스타전이 됐다.

#### 스코어
| 팀 | 1 | 2 | 3 | 4 | 5 | 6 | 7 | 8 | 9 | R  | H  | E |
| 센트럴 | 0 | 0 | 2 | 0 | 0 | 1 | 0 | 0 | 4 | 7  | 9  | 0 |
| 퍼시픽 | 0 | 1 | 0 | 3 | 0 | 1 | 2 | 5 | X | 12 | 15 | 0 |
| 승리 투수: 니시자키 유키히로(닛폰햄) 패전 투수: 가와사키 겐지로(야쿠르트) 홈런: 센트럴 – 오치아이 히로미쓰(주니치·3회 2점, 9회 3점) 퍼시픽 – 기요하라 가즈히로(세이부·2회 1점, 6회 1점), 이시미네 가즈히코(오릭스·4회 2점), 오이시 다이지로(긴테쓰·8회 3점), 스즈키 다카히사(긴테쓰·8회 1점) |   |   |   |   |   |   |   |   |   |    |    |   |

#### 출장 선수
| 센트럴 | 센트럴 | 센트럴            |
| 타순   | 수비   | 선수              |
| ------ | ------ | ----------------- |
| 1      | (중)   | W. 크로마티       |
| 2      | (유)   | 노무라 겐지로     |
| 3      | (좌)   | 하라 다쓰노리     |
| 4      | (지)   | 오치아이 히로미쓰 |
| 5      | (우)   | 히로사와 가쓰미   |
| 6      | (三)   | 오카자키 가오루   |
| 7      | (一)   | 고마다 노리히로   |
| 8      | (二)   | 가와이 마사히로   |
| 9      | (포)   | 후루타 아쓰야     |
|        | (투)   | 요다 쓰요시       |

| 퍼시픽 | 퍼시픽 | 퍼시픽            |
| 타순   | 수비   | 선수              |
| ------ | ------ | ----------------- |
| 1      | (중)   | 니시무라 노리후미 |
| 2      | (지)   | 야마모토 가즈노리 |
| 3      | (우)   | R. 브라이언트     |
| 4      | (一)   | 기요하라 가즈히로 |
| 5      | (좌)   | 이시미네 가즈히코 |
| 6      | (三)   | 마쓰나가 히로미   |
| 7      | (유)   | 다나카 유키오     |
| 8      | (포)   | 나카지마 사토시   |
| 9      | (二)   | 쓰지 하쓰히코     |
|        | (투)   | 노모 히데오       |

#### 수상 선수
MVP
- 기요하라 가즈히로(세이부)

## 에피소드
- 이 해부터 퍼시픽 리그 주최 구장에 한정하여 지명타자 제도가 채택됐다.

## 같이 보기
- 일본 프로 야구 올스타전
- 일본 야구 기구(주최)
- 산요 전기(특별 협찬)